# Charles Caldwell
Pour les articles homonymes, voir Caldwell.
Charles Caldwell (14 mai 1772 - 9 juillet 1853) est un médecin américain. Il est l'un des premiers partisans du polygénisme aux États-Unis et participe à la fondation du Louisville Medical Institute dans le Kentucky en 1837.

## Biographie
Charles Caldwell naît le 14 mai 1772 dans le comté de Caswell, en Caroline du Nord. Ses parents sont des immigrants d'origine irlandaise. Il obtient en 1796 son doctorat en médecine à la faculté de médecine de l'université de Pennsylvanie, où il est l'élève de Benjamin Rush.
Caldwell pratique comme médecin à Philadelphie et obtient une charge de cours à l'université de Pennsylvanie. Il est éditeur du magazine médical Port Folio et publie des articles de revues médicales.
Il est élu membre de l'American Antiquarian Society en 1815
En 1819, Caldwell quitte Philadelphie et rejoint la faculté de médecine de Lexington, dans le Kentucky, Kentucky's rattachée à la Transylvania University, puis il participe en 1837 à la fondation du Louisville Medical Institute qu'il quitte en 1849.

## Théories polygénistes sur les races humaines
Caldwell est l'un des premiers médecins américains partisans de la théorie raciale connue sous le nom de « polygénisme ». Il fait ainsi l'hypothèse que Dieu a créé quatre races distinctes : caucasienne, mongole, amérindienne et africaine. Son travail le plus connu est Thoughts on the Original Unity of Mankind (1830). Ses théories sont cités par Josiah Nott dans Types of Mankind et reprises par plusieurs médecins américains, notamment Samuel Henry Dickson et John Edwards Holbrook. Caldwell défend notamment l'institution de l'esclavage aux États-Unis qu'il justifie par les différences entre les races. Il possède lui-même des esclaves domestiques.

## Décès
Charles Caldwell meurt le 9 juillet 1853 à Louisville dans le Kentucky. Il est inhumé au cimetière Cave Hill de la ville.

## Œuvres choisies
- An attempt to establish the original sameness of three phenomena of fever (1796)
- A semi-annual oration, on the origin of pestilential diseases (1799)
- An eulogium to the memory of Dr. Samuel Cooper (1799)
- Medical & physical memoirs: containing, among other subjects, a particular enquiry into the origin and nature of the late pestilential epidemics of the United States (1801)
- An oration on the causes of the difference, in point of frequency and force, between the endemic diseases of the United States of America, and those of the countries of Europe (1802)
- An eulogium to the memory of Mr. George Lee (1802)
- An essay on the pestilential or yellow fever: as it prevailed in Philadelphia in the year eighteen hundred and five (1807)
- An anniversary oration on the subject of quarantines (1807)
- An eulogium on Caspar Wistar, M.D., professor of anatomy (1818)
- Outlines of a course of lectures on the institutes of medicine (1823)
- Elements of phrenology (1824)
- Introductory address on independence of intellect (1825)
- Thoughts on febrile miasms (1830)
- An address on the vice of gambling (1834)
- Thoughts on Physical Education, being a Discourse delivered to a Convention of Teachers in Lexington, KY. on the 6th and 7th of Nov., 1833 (1834).
- Thoughts on the spirit of improvement, the selection of its objects, and its proper direction (1835)
- Phrenology vindicated, and antiphrenology unmasked (1838)
- Autobiography of Charles Caldwell, M.D (1855)